# Gert-Horst Schumacher
Gert-Horst Schumacher (* 21. Mai 1925 in Berlin; † 13. Januar 2017 in Rostock) war Facharzt für Anatomie an der Universität Rostock und langjähriger Direktor des dortigen Anatomischen Instituts. Er war Autor zahlreicher human- und zahnmedizinischer Schriften, darunter die Topographische Anatomie des Menschen.

## Leben
Schumacher, Sohn eines Fleischers, wurde in Berlin geboren und verbrachte seine ersten Lebensjahre in Pian, wo seine Eltern eine Landwirtschaft betrieben. Ab 1929 wuchs er im brandenburgischen Lychen auf. Von 1931 bis 1935 besuchte er die Grundschule in Lychen und von 1935 bis 1943 die Oberschule für Jungen des Landschulheims Hohenlychen und legte hier das Abitur ab. Im Jahr 1943 wurde er als Reserveoffiziersanwärter zur Wehrmacht eingezogen. Sein Kriegsdienst endete 1944 mit einer schweren Kriegsverletzung in Ostpreußen. Nach einem Lazarettaufenthalt in Wernigerode erlebte er 1945 das Kriegsende in Lychen. Seine starke Gehbehinderung bewahrte ihn vor der Kriegsgefangenschaft.
Nach dem Zweiten Weltkrieg wollte er in Berlin Jura studieren. Da die Berliner Universität, für die er 1943 die Fernimmatrikulation erhalten hatte, nicht mehr existierte, besuchte er zunächst eine Dolmetscherschule am Kurfürstendamm, wo er sein Schulenglisch erweiterte und ein Diplom erwarb. Im Oktober 1946 begann er an der Ernst-Moritz-Arndt-Universität Greifswald mit dem Studium der Landwirtschaft, belegte aber gleichzeitig Anatomievorlesungen an der Medizinischen Fakultät. Nach zwei Semestern ließ er sich von der Landwirtschaft zur Medizin umschreiben und fügte als Zweitstudium noch die Zahnheilkunde hinzu. 1951 und 1952 legte er das zahnärztliche und ärztliche Staatsexamen ab und wurde Pflichtsassistent in der Pathologie bzw. Anatomie. Im Mai 1953 wurde er zum Dr. med. und im April 1954 zum Dr. med. dent. promoviert. Ab 1956 arbeitete er als Facharzt für Anatomie und ab 1959 als Professor mit Lehrauftrag und Direktor des Instituts für Anatomie der Universität Rostock (bis 31. August 1990). Im Jahr 1970 wurde er zum Mitglied der Leopoldina gewählt.
Im Jahr 1990 wurde Schumacher emeritiert. Er starb im Alter von 91 Jahren.

## Schriften (Auswahl)
als Autor
- Anatomie. Lehrbuch und Atlas. J. A. Barth, Leipzig/Heidelberg 1991.
- Topographische Anatomie des Menschen. 7. Aufl. Elsevier, Urban und Fischer, München 2004, ISBN 3-437-41367-8.
- Monster und Dämonen. Unfälle der Natur; eine Kulturgeschichte. Edition q, Berlin 1993, ISBN 3-86124-165-X.
- Unzeitgemäß in den Zeiten: Autobiografie eines Rostocker Anatomen. Redieck & Schade, Rostock 2013, ISBN 978-3-942673-40-2.

als Herausgeber
- 550 Jahre Universität Rostock; 1919–1969; Anatomie im Wandel der Jahrhunderte an der Universität Rostock. Universitätsverlag, Rostock 1968.
- mit Jochen Fanghänel und Trivedi V. Persaud (Hg.): Teratologie. Urban & Fischer, Jena 1992, ISBN 3-334-60381-4.